# Anopheles antunesi
Anopheles antunesi är en tvåvingeart som beskrevs av Galvao och Amarai 1940. Anopheles antunesi ingår i släktet Anopheles och familjen stickmyggor. Inga underarter finns listade i Catalogue of Life.